# Monte della Madonna
Der Monte della Madonna ist mit 526 m die zweithöchste Erhebung der Euganeischen Hügel in der venetischen Provinz Padua auf dem Gebiet der Gemeinden Teolo und Rovolon; allein der Monte Venda übertrifft ihn an Höhe mit 601 m.
Als Stätte eines ehemaligen Marien- und späteren Benediktinerheiligtums gehört der Monte della Madonna zu den geschützten Kulturgütern des Naturparks.

## Geschichte des Heiligtums
Ein Marienheiligtum auf dem Hügel ist durch die Schenkungsurkunde eines Paduaner Kaufmanns namens Wirixolo vom 11. Oktober 1253 urkundlich belegt; die zugrunde liegende Einsiedelei ist aber mutmaßlich wesentlich älter. Sie wurde bis 1508 von der Confraternita della Madonna del Monte aus Rovolon betreut; als Papst Julius II. auf sie aufmerksam wurde und sie den Benediktinermönchen der Abbazia di Praglia übertrug, muss die heilige Stätte schon ein bedeutender lokaler Wallfahrtsort gewesen sein. Trotz der Übergabe an die Benediktiner wurde er von der bisherigen lokalen Marienbruderschaft und später von einer anderen, dem Heiligen Rochus dienenden Bruderschaft weiter bewohnt und unterhalten.
1510 (Datierung am Triumphbogen) wurde die Kapelle errichtet, die heute als Presbyterium dient; zu diesem Zeitpunkt existierte bereits ein älterer Kirchenbau. Die gotische Marienstatue von ca. 1350 stammt mutmaßlich aus dem Kloster zu Praglia. Die Confraternita di San Rocco versah im Laufe des 17. Jahrhunderts die Kirche mit einer Statue ihres eigenen Schutzpatrons.
Nach der napoleonischen Eroberung der Republik Venedig, infolge derer die Klöster säkularisiert wurden, wurde auch der Monte della Madonna verlassen, und das Heiligtum verfiel. Erst zu Beginn des 20. Jahrhunderts kehrten Benediktinermönche zurück. In den Jahren 1909–1910 entstand ein neuer Kirchenbau aus Trachyt, der deutlich erkennbar Relikte des Vorgängerbaus verarbeitet. Das Heiligtum wurde am 6. Juni 1942 von dem Paduaner Bischof Monsignore Carlo Agostini neu geweiht.
1965 und 1966 wurde dieser Neubau noch einmal restauriert. Bei diesen Arbeiten wurden venezianische Münzen aus der Zeit der Dogen Giovanni Mocenigo (1478–85), Marco Barbarigo (1485–86) und Agostino Barbarigo (1486–1501) gefunden.
1966 bis 1975 wurden die Klausurgebäude mit Aula und Bibliothek erneuert. Im Inneren befindet sich ein kleiner Kreuzgang mit mediterraner Bepflanzung und Ziehbrunnen nach historischem Vorbild.
Der Kirchenvorplatz mit Panoramaterrasse wurde im gleichen Zeitraum völlig neu gestaltet.

## Landschaft
Die Nordseite prägen Esskastanien- und Robinienwälder. Spuren der auf Waldbrände zurückgehenden Schäden aus den 1990er Jahren sind noch deutlich erkennbar. Flaumeiche, Manna-Esche, Erdbeerbaum, Mäusedorn, wilder Spargel, Zistrosen und Baumheide prägen im Übrigen die Vegetation am Monte della Madonna. Im Hang liegt die kleine Kirche San Antonio Abate, die um 1300 entstand.
Auf der Südseite sind Linde, Buche und Birke auf den Flächen nachgewachsen, auf denen einst Waldbrände die Kastanienwälder zerstört haben.

## Das Heiligtum heute

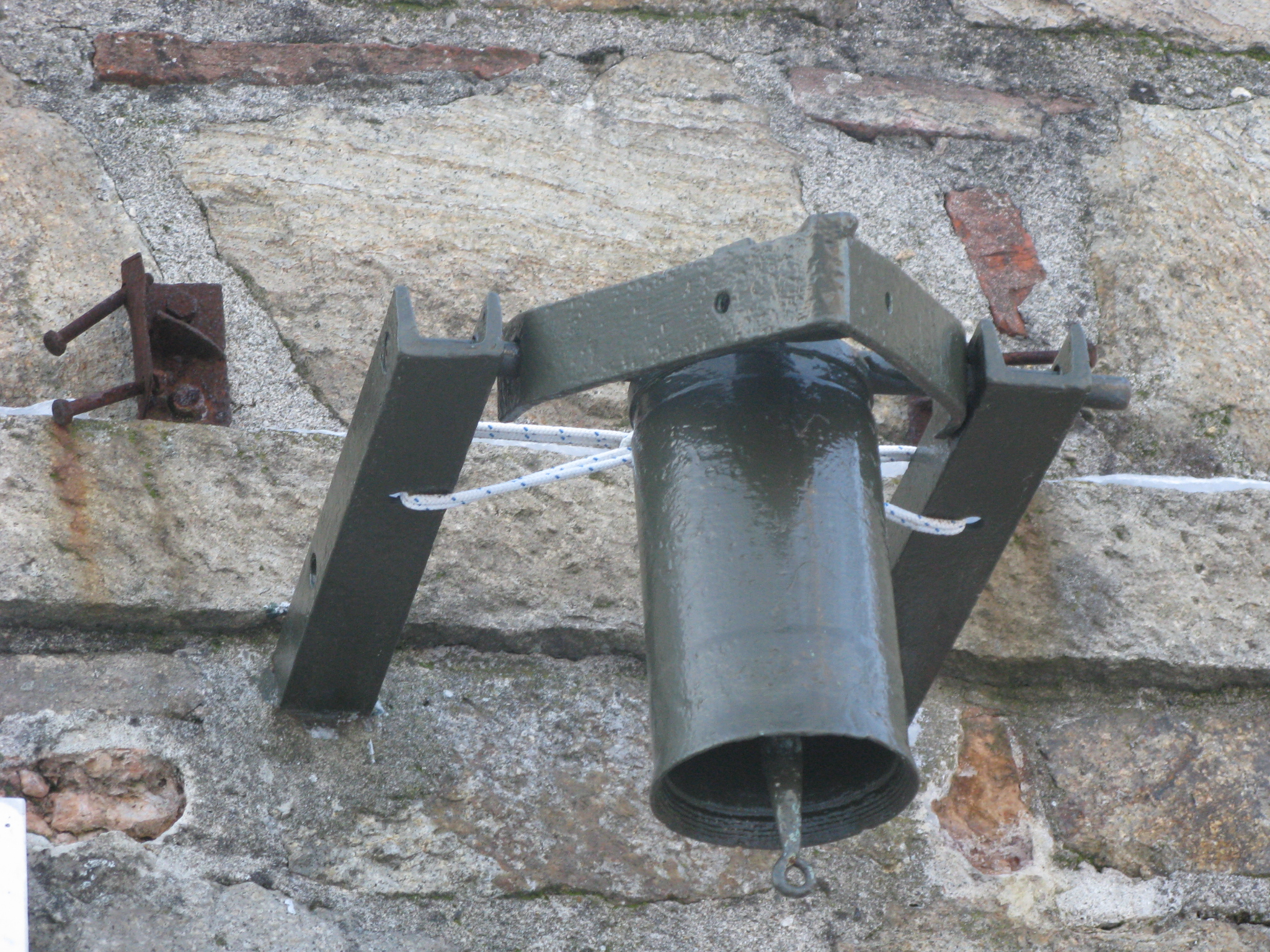
Piazzale degli Alpini: Ein Projektil aus dem Ersten Weltkrieg als Kirchenglocke

In der Apsis der Kapelle steht eine spätgotische Marienstatue aus dem 14. oder frühen 15. Jahrhundert aus Veroneser Marmor von einem unbekannten Meister; sie wurde 1510 von den Benediktinern aufgestellt und stand vorher mutmaßlich in Praglia. Einige Kunsthistoriker bringen sie in Zusammenhang mit Andriolo de Santi, der bis 1375 u. a. für den Dom zu Padua Skulpturen fertigte, andere mit Jacobello dalle Masegne, einem in Venedig – u. a. in Santa Maria Gloriosa dei Frari – tätigen, 1409 verstorbenen Bildhauer. Auf dem linken Arm hält sie das Kind; in der Rechten trug sie vielleicht ursprünglich ein königliches Zepter (heute rekonstruiert). Sie trägt ein polychromes Gewand mit typischem Faltenwurf des Weichen Stils, das ihr von den Schultern bis zu den Füßen locker fällt.
Den Kirchenvorplatz (Piazzale degli Alpini) beherrscht ein Denkmal, welches das Alpini-Bataillon von Padua 1971 zu Ehren der im Gebirgskrieg 1915–1918 in den Dolomiten Gefallenen errichteten. Auf vier Steinblöcken aus dem Monte-Grappa-Massiv steht, umgeben von Zypressen, die bronzene Marienstatue von A. Rollo (1941). Ein Projektil haben die Alpini zu Ehren ihrer an den Drei Zinnen gefallenen Kameraden zu einer Glocke umfunktioniert. Ebenfalls von 1971 stammt eine Marmorsäule im Gedenken an zwei junge Piloten, die am 12. Juni 1962 in der Nähe des Heiligtums abgestürzt sind.

## Infrastruktur

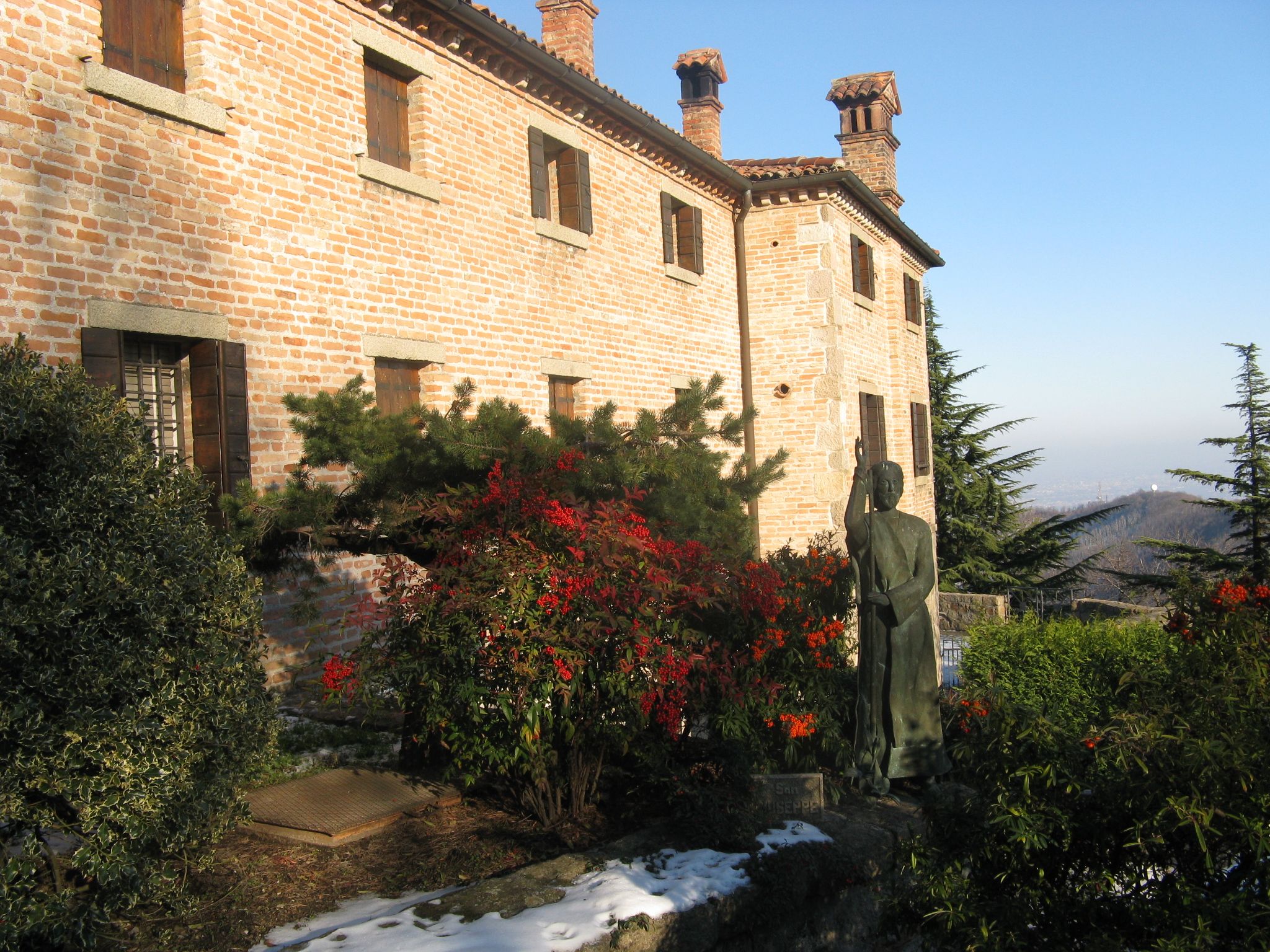
Neue Klausurgebäude (Mitte 1960er Jahre)

Die Anfahrt auf den Monte Madonna ist von Teolo aus auf einer steilen, schmalen und kurvigen Zufahrtsstraße möglich, mangels Ausweichstellen und Parkplätzen und insbesondere bei Vereisung der Straße im Winter jedoch schwierig.
Die Regionalparkverwaltung empfiehlt den Zugang von Rovolon aus über den Rundwanderweg Sentiero della Madonna, der in der Via San Giorgio ca. 1 km hinter der Kirche beginnt und in zwei Varianten (4,7 km oder 5,4 km) begehbar ist. Mit einer Länge von ca. 3–3,5 Std. stuft die Regionalparkverwaltung ihn als mittelschwer ein.